# Dyauspitar
Dyauspitar var en skapelsegud i indisk mytologi som tillsammans med Prithivi, den kvinnliga jorden, och födde den nya ordningens gud Indra. 
"Dyauspitar" var ett ariskt ord som betydde "klar dagshimmel". Etymologiskt kan ordet ha givit upphov till både Zeus och latinets ord för dag: Dies.